# Immergrüne Pflanze

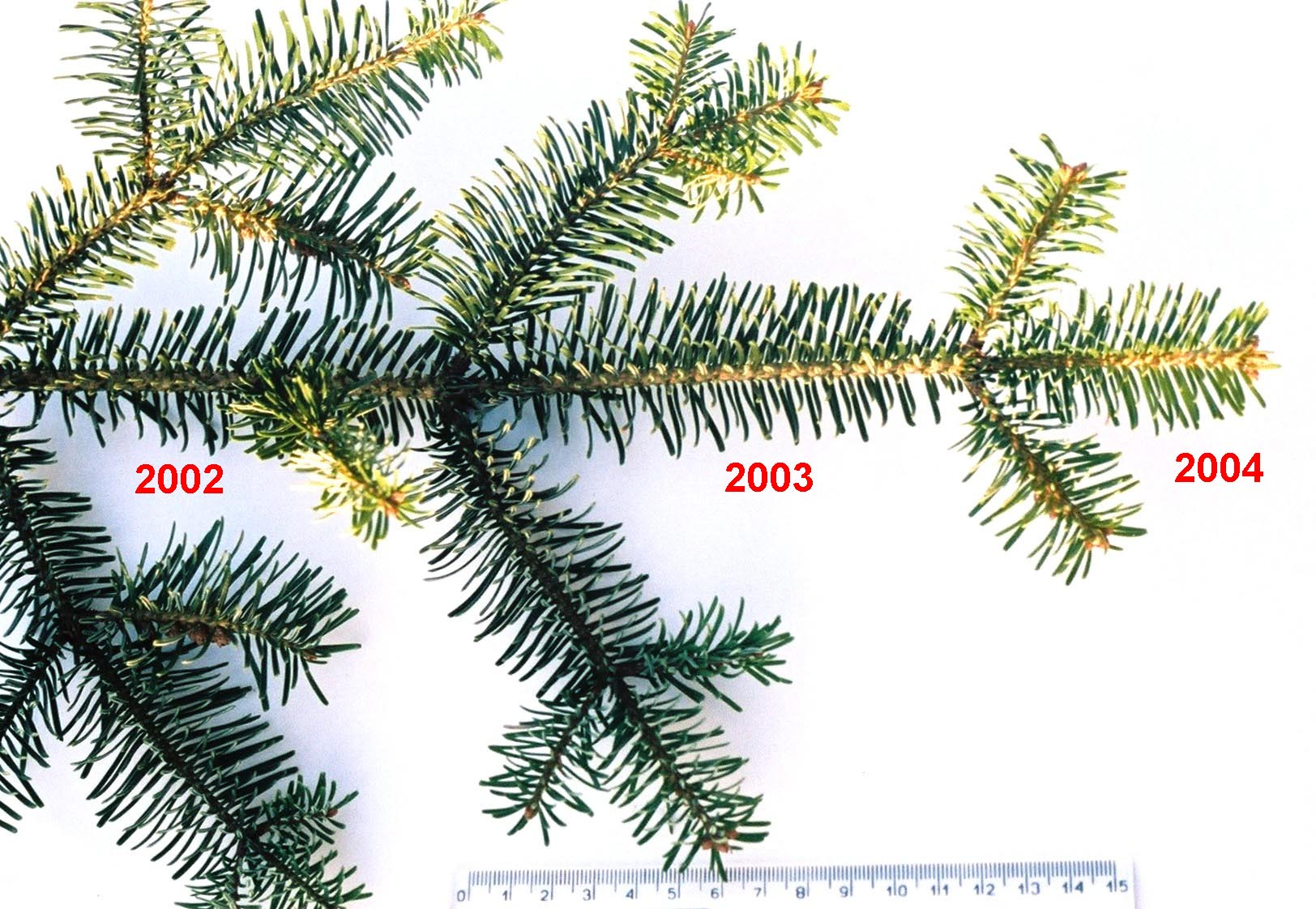
Zweig einer Weißtanne mit den Nadeln aus drei Jahren

Als immergrüne Pflanze bezeichnet man in der Botanik eine Pflanze, die das ganze Jahr über ihre Blätter behält. Hierbei bleibt das einzelne Blatt von immergrünen Pflanzen mehr als eine Vegetationsperiode lang bestehen. Dabei kann es sich um Gehölze oder mehrjährige krautige Pflanzen handeln. Funktionell immergrüne Gehölze können die Blätter auch mehrmals im Jahr in einem konstanten Prozess ersetzen (wechsel-immergrün), obwohl der Baum oder Strauch zu jeder Zeit reichlich, gleichmäßig grüne Blätter behält. Sind die Blätter langlebiger und bleiben länger als ein bis zwei Jahre bestehen, werden diese Pflanzen als überwinternd-immergrün oder ganzjahres-immergrün und dauer-immergrün, dauergrün bezeichnet.
Das Gegenstück sind laubabwerfende oder regen- und frühjahrs-, sommer- oder wintergrüne Pflanzen, die für einen Teil des Jahres alle ihre Blätter verlieren.
Eine Übergangsform sind halbimmergrüne, semi-, teilimmergrüne auch halb-laubabwerfende Pflanzen, hier können sie z. B. im späten Winter für kurze Zeit ihr Laub abwerfen und sich relativ schnell verjüngen oder nur in sehr strengen Wintern völlig kahl sein. Pflanzen können auch als halbimmergrün bezeichnet werden, wenn sie für einen Teil des Jahres die meisten, aber nicht alle ihrer Blätter verlieren. Manchmal werden sie aufgrund bestimmter Situationen, die auftreten können, als halbimmergrün bezeichnet. Zum Beispiel bei Dürren, bestimmten Wetter-, Klimaverhältnissen und wegen bestimmten Insekten. Sie können dann deshalb als fakultativ laubabwerfende Pflanzen bezeichnet werden.
Als halbimmergrüne Pflanzen werden gelegentlich auch solche bezeichnet, die nach dem Winter beim Neuaustrieb die Blätter abwerfen, also überwinternd-immergrüne. Diese werden dann, wie im Prinzip auch die dauergrünen Pflanzen als wintergrüne bezeichnet.
Es können auch verschiedene Typen bei den immer- und halbimmergrünen Pflanzen aufgrund der Niederschlagsmenge unterschieden werden: nass, feucht oder trocken, dürr.
Die Blatthaltbarkeit bei immergrünen Pflanzen variiert zwischen mehreren Monaten bis zu einem Maximum von 45 Jahren bei der Langlebigen Kiefer (Pinus longaeva). Arten mit einer Blatthaltbarkeit von über fünf Jahren sind aber selten.
Ein Spezialfall ist die Welwitschie, eine afrikanische nacktsamige Pflanze, die nur zwei Blätter hat. Diese wachsen aber über die gesamte Lebenszeit der Pflanze kontinuierlich. Das Blattende stirbt jeweils ab und verwittert. Die Haltbarkeit eines Blattstücks liegt hierbei zwischen 20 und 40 Jahren.

## Verbreitung
In feuchtheißen tropischen Regionen sind nahezu alle Pflanzen des Regenwaldes immergrün. Pflanzen in Klimaten mit Trockenperioden können immergrün – etwa Hartlaubgewächse – oder laubabwerfend (trockenkahl) sein. In milden gemäßigten Klimaten sind die meisten Bäume sommergrün bzw. winterkahl, um die Austrocknung im Winter zu vermeiden. Die meisten immergrünen Pflanzen vertragen keine Temperaturen unter −25 °C, mit Ausnahme vieler Nadelbäume. Daher bilden diese in den borealen Nadelwäldern der kalten gemäßigten Klimate den größten Anteil.

## Ökologie
In warmen tropischen Regionen sind die meisten Pflanzen des Regenwaldes immergrün. Sie ersetzen ihre Blätter Stück für Stück über das Jahr, je nachdem wie die Blätter altern und abfallen. Pflanzen in Klimaten mit Trockenperioden können immergrün – etwa Hartlaubgewächse – oder laubabwerfend sein. In warmen gemäßigten Klimaten sind die meisten Pflanzen immergrün. In kalten gemäßigten Klimaten sind weniger immergrüne Pflanzenarten zu finden, da nur wenige immergrüne Pflanzen Temperaturen unter −25 °C aushalten. Die häufigsten immergrünen Pflanzen in diesen Gegenden sind die Nadelbäume.
Laubabwerfende Bäume verlieren mit jedem Laubabwurf Nährstoffe, die sie beim Bilden der neuen Blätter erneut aus dem Boden ziehen müssen. Wenn nur wenig Nährstoffe verfügbar sind, haben immergrüne Pflanzen einen Vorteil, auch wenn deren Blätter oder Nadeln Kälte oder Trockenheit widerstehen müssen und auch wenn diese nicht so effizient Photosynthese betreiben können. In warmen Klimaten können insbesondere Arten wie die Pinie oder die Zypresse mit kargen Böden auskommen. Im borealen Nadelwald zersetzt sich organisches Material aufgrund der Kälte nur langsam. Die Nährstoffe aus abgeworfenen Blättern stehen also nicht schnell wieder zur Verfügung. Auch hierdurch sind immergrüne Pflanzen im Vorteil.
In gemäßigten Klimaten begünstigen sich immergrüne Pflanzen selbst: die abgeworfenen Nadeln (oder ggf. Blätter) von immergrünen Pflanzen haben ein höheres Kohlenstoff-Stickstoff-Verhältnis als die von Laubbäumen. Dies führt zu einem saureren Boden und zu einem niedrigeren Stickstoffgehalt. Dies macht es für Laubbäume schwerer zu bestehen.